# アメリカン・センター
アメリカン・センターとは、アメリカの文化・芸術を他国に発信するアメリカの機関である。
国ごと
- アメリカンセンターJAPAN - 日本
- フランスのアメリカン・センター（フランス語版）
- モスクワのアメリカン・センター（英語版）